# Robbe Decostere
Robbe Decostere, né le 8 mai 1998 à Roulers en Belgique, est un footballeur belge qui joue au poste de défenseur.

## Biographie

### En club
Né à Roulers en Belgique, Robbe Decostere est notamment formé par le SVD Kortemark, le KSV Roulers et le Club Bruges avant de poursuivre sa formation au Cercle Bruges. C'est avec ce club qu'il fait ses débuts en professionnel, jouant son premier match le 2 mars 2019, lors d'une rencontre de championnat face au KV Courtrai. Il entre en jeu à la place de Guévin Tormin. Son équipe s'incline sur le score de deux buts à un.
Le 1er septembre 2019, Decostere est prêté pour une saison à l'AFC Tubize.
De retour au Cercle Bruges à la fin de son prêt, Decostere s'impose dans l'équipe première, devenant un joueur régulier du onze de départ. Il est récompensé en décembre 2020 par un nouveau contrat avec le Cercle. Il est alors lié au club jusqu'en juin 2023.